# Hamburger Zwangsinventar
Das Hamburger Zwangsinventar (kurz HZI) ist ein klinischer Fragebogen, in dem über Selbstauskunft ermittelt wird, ob eine Zwangsstörung vorliegt und welche Inhalte die Zwänge haben. Dabei werden sowohl Zwangsgedanken als auch Zwangshandlungen erfragt. Die Selbstauskünfte werden bei der Auswertung einer von 6 Gruppen von Zwangsinhalten zugeordnet. Der Fragebogen liegt in der Langform (188 Fragen), einer Kurzform HZI-K (72 Fragen) und in einer Ultrakurzfassung (27 Fragen) vor. Die englischsprachige Fassung wird als Hamburg Obsession Compulsion Inventory (kurz HOCI) bezeichnet.

## Vergleich mit anderen Testverfahren
Als Unterschied zu anderen Testverfahren werden von den Autoren folgende Punkte genannt:
- Denk- als auch Handlungszwänge werden gleichermaßen berücksichtigt.
- Es werden ausschließlich phänomenologische Selbstbeschreibungen erfragt und keine persönlichkeitspsychologischen oder neurosentheoretischen Konstrukte.
- Es wird das Gesamtspektrum von normal verbreiteten Alltagsgewohnheiten bis hin zu pathologischen Zwängen erfasst, die eine schwere Behinderung des Alltagslebens darstellen.
- Mit den spezifischen Auswertungsverfahren lassen sich tendenziell zu hohe oder zu niedrige Ratings identifizieren.
- Durch die Aufschlüsselung in 6 Faktoren ließen sich auch Verschiebungen der Zwangsinhalte feststellen.

## Kontraindikation
Die Testkonstrukteure weisen darauf hin, dass während des Ausfüllens des Tests bei Patienten mit tiefer Depression oder ausgeprägten Kontrollzwängen in seltenen Fällen eine Symptomverschlechterung beobachtet worden sei. Zum Zeitpunkt der Veröffentlichung sei noch unklar gewesen, ob dies auf Zufall zurückzuführen sei. Sie raten deshalb im Zweifelsfall den Fragebogen im Interview vorzugeben.

## Durchführung
Es werden 188 Denk- und Handlungsbeispiele genannt. Der Proband soll einschätzen ob diese auf ihn zutreffen. Die Testdauer beträgt laut Manual zwischen 20 und 30 Minuten. Eine längere Testdauer könne jedoch auch mit stärker ausgeprägten Zwängen oder Depressionen zusammenhängen.

## Skalen
Nach der Auswertung der Antworten erhält man 6 Skalen, die Auskunft über die Inhalte der Zwänge geben:
- kontrollieren, wiederholen, denken nach einer Handlung
- waschen, reinigen
- ordnen
- zählen, berühren, sprechen
- denken von Worten, Bildern, Gedankenketten, Gedanken von einer Handlung
- Gedanken, sich selbst oder anderen ein Leid zuzufügen

Zusätzlich lässt sich ein Gesamtwert ermitteln.

## Auswertung
Die Auswertung erfolgt mit Hilfe einer Schablone. Die Antworten werden einer der 6 Skalen zugeordnet die aber wiederum dem Schweregrad nach in 4 Ausprägungen unterteilt wurden. Dadurch ergibt sich eine Zuordnung zu einer von 24 Kategorien. Die Rohwerte der Kategorien die zu einer Skala gehören werden dann zu Skalenrohwerten aufsummiert. Die Rohwerte der Kategorien die dem gleichen Schwierigkeitsgrad entsprechen werden zu 4 Prüfskalenrohwerten addiert. Die Rohwerte aller Kategorien addiert ergeben zusammen den Gesamtrohwert. Diese Rohwerte werden dann mit den Werten der Normstichprobe aus 223 zwangsneurotischen Patienten verglichen und so Stanine-Werten zugeordnet. Diese Werte können in einer Grafik veranschaulicht werden.